# Großsteingrab Jægersborg Dyrehave/Afd.128
Das Großsteingrab Jægersborg Dyrehave/Afd.128 ist eine megalithische Grabanlage der jungsteinzeitlichen Nordgruppe der Trichterbecherkultur im Kirchspiel Taarbæk in der dänischen Kommune Lyngby-Taarbæk.

## Lage
Das Grab liegt nordöstlich von Jægersborg im Park Jægersborg Dyrehave. In der näheren Umgebung gibt bzw. gab es zahlreiche weitere megalithische Grabanlagen.

## Forschungsgeschichte
In den Jahren 1899, 1928 und 1938 führten Mitarbeiter des Dänischen Nationalmuseums Dokumentationen der Fundstelle durch. 1940 wurde die Anlage restauriert. Eine weitere Dokumentation erfolgte 1983 durch Mitarbeiter der Forst- und Naturbehörde.

## Beschreibung
Die Anlage besitzt eine ost-westlich orientierte rechteckige Hügelschüttung, zu deren Maßen stark abweichende Angaben vorliegen. Der Bericht von 1899 nennt eine Länge von 38 m und eine Breite von 5,5 m. Die jüngeren Berichte nennen eine Länge von 16 m, eine Breite von 9 m und eine Höhe von 1 m. Von der Umfassung sind sechs Steine im Norden, drei im Süden und einer im Osten erhalten. Eine Grabkammer ist nicht auszumachen.